# Castillo de Gañarul
El castillo de Gañarul era una fortaleza ubicada en el despoblado de Gañarul, en el actual término del municipio español de Agón, en la provincia de Zaragoza.

## Descripción
En la actualidad tan sólo queda un pequeño muro de sillares de apenas medio metro de altura, situado junto a la Ermita de Nuestra Señora de Gañarul al que se puede acceder libremente.